# Ronselen
Ronselen is het, meestal onvrijwillig, rekruteren van mensen. Ronselarij wordt onder meer toegepast om een tekort aan soldaten of zeelui "op te lossen", met name in tijden van conflicten en oorlog. 
Een in geromantiseerde literatuur veel beschreven vorm van ronselen is de volgende: Een ronselaar zoekt in een kroeg een in zijn ogen geschikte kandidaat uit en wacht totdat het slachtoffer dronken is. Als het slachtoffer uit zijn roes ontwaakt, bevindt hij zich in een kazerne of aan boord van een schip.
Ronselaars voor de Vereenigde Oostindische Compagnie werden ook wel "volkshouders", "ceel- of zielverkopers" en "zielkopers" genoemd. Deze zielverkopers verschaften vaak dakloze vreemdelingen onderdak en voorzagen hen van een zeemansuitrusting. De zielverkoper of ronselaar ontving hiervoor een schuldbrief (ook wel ceel genoemd) die werd voldaan door de VOC nadat de geronselde genoeg had verdiend om de schuld te kunnen betalen. Een voorbeeld van de praktijken van deze zielverkopers is opgetekend door de soldaat Johann Conrad Raetzel, die beschrijft hoe en zijn broer Johann Joachim en hij in september 1694 in handen vielen van een ronselaar. Het bezit van een schuldbrief was niet zonder risico, omdat er nogal wat zeelieden overleden of deserteerden voordat hun schulden waren afgelost. Zielverkopers verkochten de brieven dan ook weer door aan speculanten.
De harde ronselpraktijken die de Britten gebruikten om de Royal Navy te vullen met Amerikaanse zeelieden, was de voornaamste oorzaak van de Oorlog van 1812.